# Psittacara erythrogenys
Psittacara erythrogenys е вид птица от семейство Папагалови (Psittacidae). Видът е почти застрашен от изчезване.

## Разпространение
Видът е разпространен в Еквадор и Перу.